# Rothia dayremi
Rothia dayremi är en fjärilsart som beskrevs av Charles Oberthür 1909. Rothia dayremi ingår i släktet Rothia och familjen nattflyn. Inga underarter finns listade.